# Paraturbanella mesoptera
Paraturbanella mesoptera is een buikharige uit de familie Turbanellidae. Het dier komt uit het geslacht Paraturbanella. Paraturbanella mesoptera werd in 1970 voor het eerst wetenschappelijk beschreven door Rao. 